# Amakusa Shirō

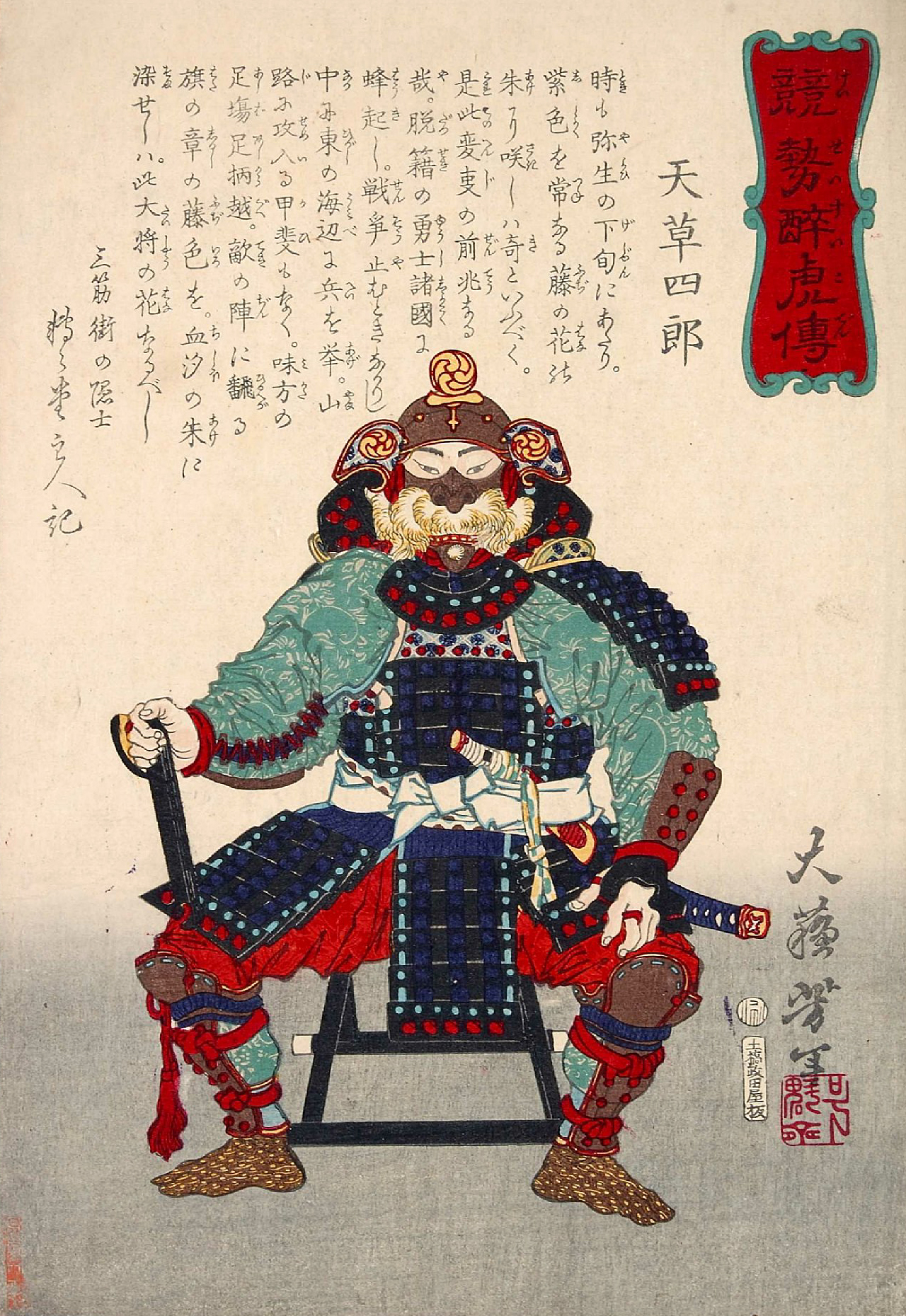
Amakusa Shirō, representado por el artista japonés Tsukioka Yoshitoshi.

Amakusa Shirō (天草 四郎?  ¿c.1621? - 1638), también conocido como Masuda Shirō Tokisada (益田 時貞?), fue el líder de los insurgentes que protagonizaron la rebelión de Shimabara, un levantamiento de japoneses cristianos católicos contra el shogunato Tokugawa y una de las más serias amenazas que sufrió este durante sus más de dos siglos de existencia.

## Biografía
Shirō nació en 1621 en la actual Amakusa, Kumamoto, de padres católicos, Masuda Jinbei (益田 甚 兵衛), un partidario del clan Konishi, y su esposa. Una leyenda sostiene que Shirō podría haber sido el hijo ilegítimo de Toyotomi Hideyori, pero no hay evidencias al respecto.
A la edad de 15 años, el joven Shiro era apodado por sus seguidores católicos japoneses como "el mensajero del Cielo" y se le atribuían poderes milagrosos. También se afirmaba que San Francisco Javier había predicho que Amakusa sería el líder de la cristianización de Japón.
Los misioneros jesuitas portugueses habían estado activos en Japón desde finales del siglo XVI. La política del shogunato era cada vez más hostil a la nueva religión, considerada como un peligro para la cultura nipona y un instrumento de penetración europea. Los cristianos de Japón comenzaron a ser perseguidos a principios del siglo XVII, y esto desencadenó la rebelión.

## Rebelión

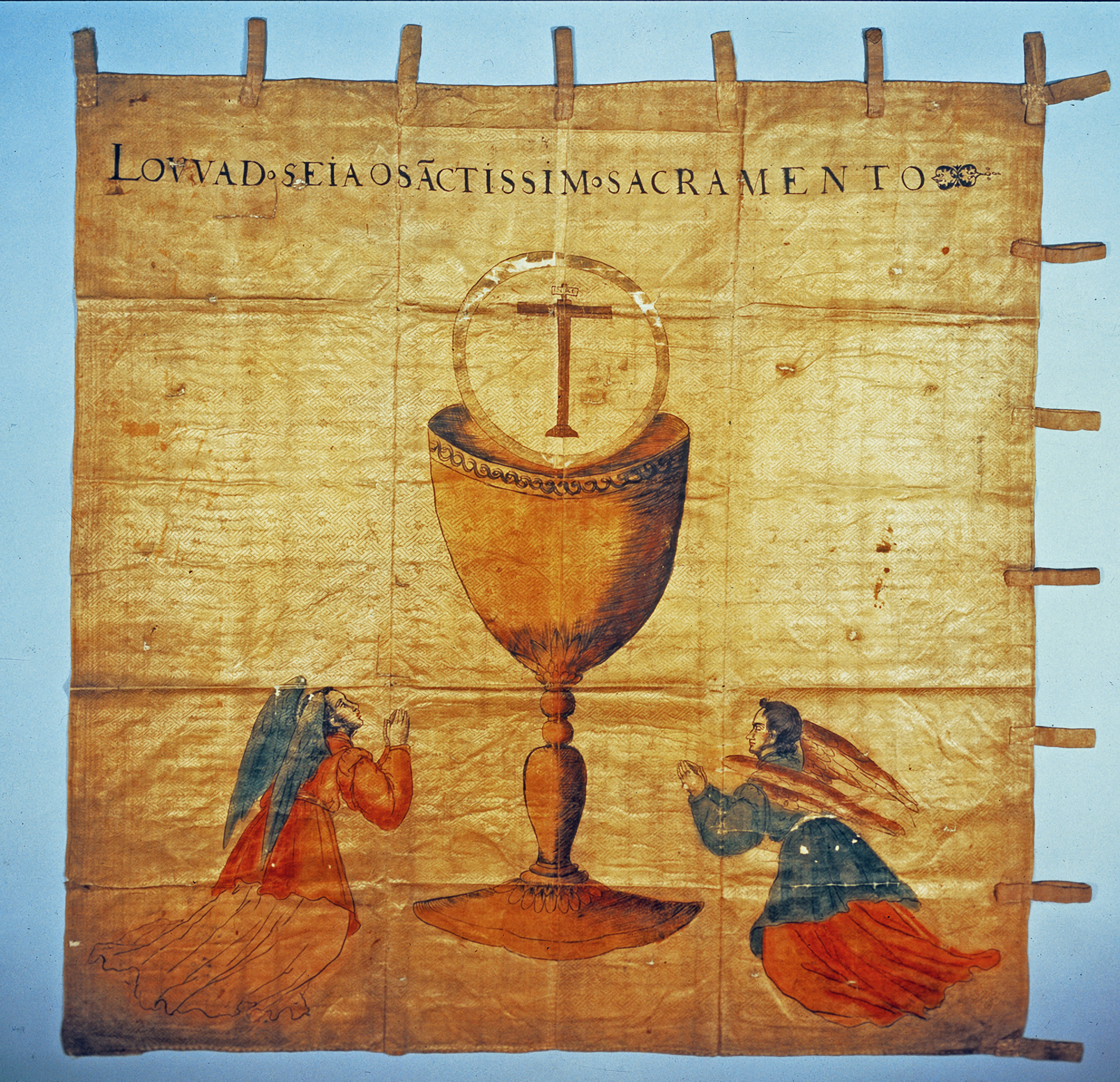
Bandera de Amakusa Shiro

Shirō estaba entre los católicos japoneses que, en 1638, se apoderaron del Castillo de Hara alzándose contra el shogunato. Los rebeldes organizaron un sólida defensa que detuvo a los atacantes, pero carecían de apoyo logístico y su determinación se debilitó. Uno de los soldados rebeldes, Yamada Emosaku, traicionó a Shirō, envió un mensaje al Shogunato donde informaba que los alimentos se estaban agotando. Ante este informe, las fuerzas leales al Shogún llevaron adelante el asalto final y tomaron el castillo. Durante el saqueo, el ejército del shogunato masacró a casi 40.000 rebeldes, incluidos mujeres y niños. Yamada, el traidor, fue el único sobreviviente. [cita requerida]

## Muerte
Shirō fue llevado cautivo y ejecutado después de la toma de la fortaleza, su cabeza fue exhibida en una pica en Nagasaki durante mucho tiempo como advertencia para los cristianos. Muchos católicos japoneses lo consideran un santo popular. [cita requerida]

## Amakusa Shirō en la ficción
Amakusa Shirō es comúnmente personificado como un villano en las películas y animes japoneses.
- En Makai Tensho, una historia de batallas ficticias de Yagyu Jubei. En esta historia, Amakusa Shirō rechaza al Dios cristiano al momento de su muerte y se convierte en un demonio, regresando a la tierra para destruir a Tokugawa, quien le dio muerte junto a algunos de los más grandes héroes y villanos de la era, por supuesto, renacidos como demonios.
- En Samurai Showdown se presenta un personaje llamado Shiro Tokisada Amakusa, quien tras su muerte vende su alma al demonio Ambrosia a cambio de ayudarlo. Apareció inicialmente como jefe final de juego y en las posteriores entregas como personaje para elegir.
- En el anime Samurái X hay una saga donde se presenta un personaje llamado Shogo Amakusa. Cristiano y cuya técnica de combate es el Hiten Mitsurugi, la utiliza para vengarse de los gobernantes que oprimieron a los cristianos.
- En el anime Hyakka Ryouran, un demonio llamado Shiro Amakusa busca la destrucción de Japón.
- En Fate/Apocrypha, Amakusa Shirou Tokisada es un Servant de la clase Ruler, la cual gobierna sobre las otras clases en la Guerra del Santo Grial.
- En la obra manga de Psyren, un personaje utiliza la mentira de asegurar de que es la reencarnación de Amakusa.
- En Baban Baban Ban Vampire, Mori Ranmaru es un vampiro de 450 años que asegura haber protagonizado varios momentos clave de la historia de Japón. Uno de ellos sería estar en realidad detrás del nombre de Amakusa Shirō durante la rebelión de Shimabara.
- En shin samurai yaiba aparece como un sirviente del villano onimaru, transformándose a zorro y presentando poderes mágicos.

También aparece en la novela en italiano de Rino Cammilleri titulada Il Crocifisso del Samurai, que se ambienta en la Rebelión de Shimabara.